# Ključ Brdovečki
Ključ Brdovečki is een plaats in de gemeente Brdovec in de Kroatische provincie Zagreb. De plaats telt 663 inwoners (2001).